# Kafr Sur
Kafr Sur (àrab: كفر صور, Kafr Ṣūr) és una vila palestina, de la governació de Tulkarem, a Cisjordània, 12 kilòmetres al sud-est de Tulkarem. Segons l'Oficina Central Palestina d'Estadístiques tenia 1.310 habitants el 2006. En 1997 el 13.5 % de la població de Kafr Sur eren refugiats. Les instal·lacions sanitàries per Kafr Sur són a Kafr al-Labad, on són designades com a MOH nivell 2.